# Супермен: Брейниак атакува
„Супермен: Брейниак атакува“ (на английски: Superman: Brainiac Attacks) е директно издаден към видео анимационен филм от 2006 г. от Warner Bros. Animation, филмът включва Супермен, който се бори със силите на Лекс Лутор и Браниак и неговата връзка с Лоис Лейн.

## Озвучаващ състав
| Изпълнител     | Персонаж                   |
| -------------- | -------------------------- |
| Тим Дейли      | Кал-Ел/Кларк Кент/Супермен |
| Ланс Хенриксен | Браниак                    |
| Пауърс Бут     | Лекс Лутор                 |
| Дейна Дилейни  | Лоис Лейн                  |
| Джордж Дзъндза | Пери Уайт                  |
| Дейвид Кауфман | Джими Олсън                |
| Майк Фарел     | Джонатан Кент              |
| Шели Фабарес   | Марта Кент                 |
| Тара Стронг    | Мерси Грейвс               |

## В България
В България филмът е излъчен по Би Ти Ви Екшън с български войсоувър дублаж.